# Marussia F1 Team

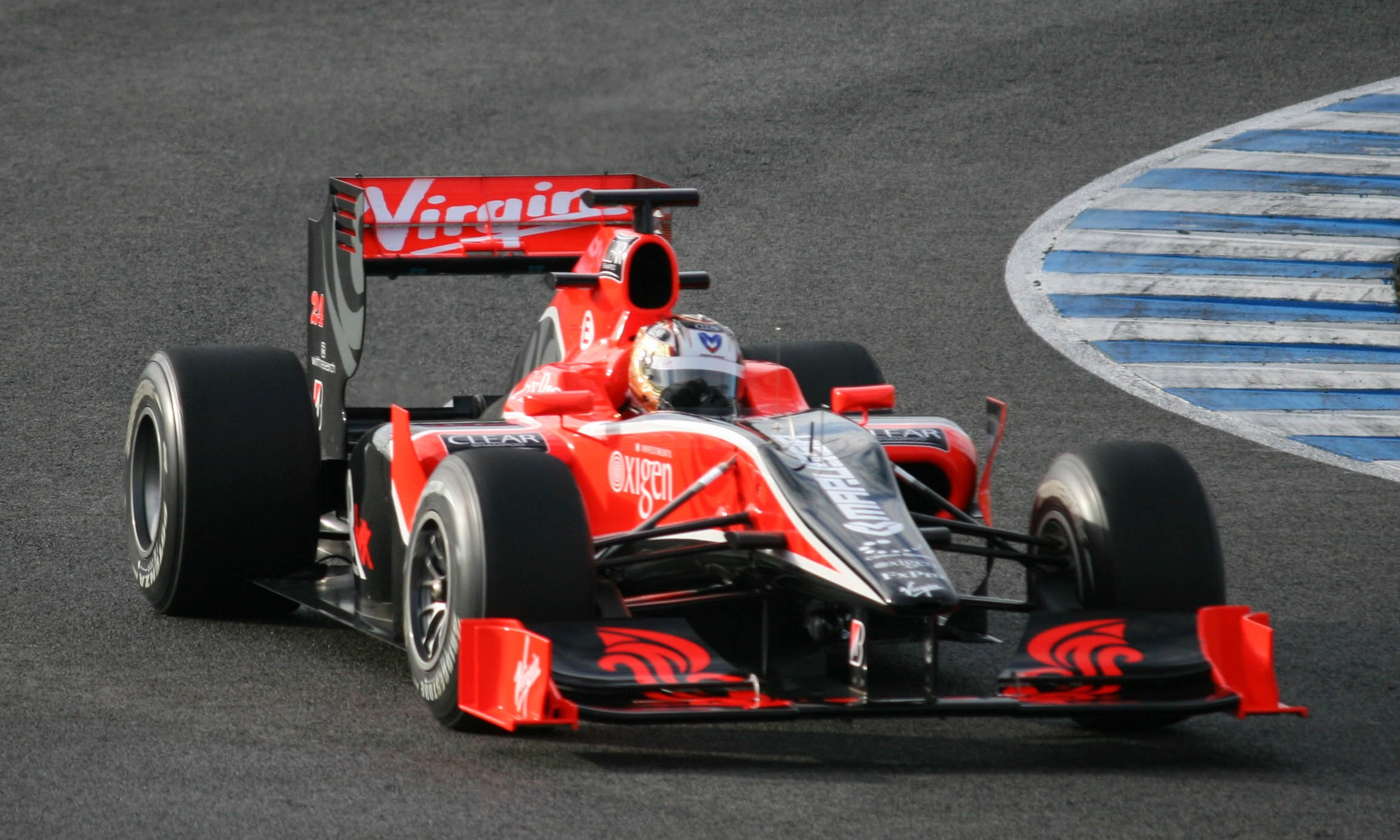
VR-01 (2010)

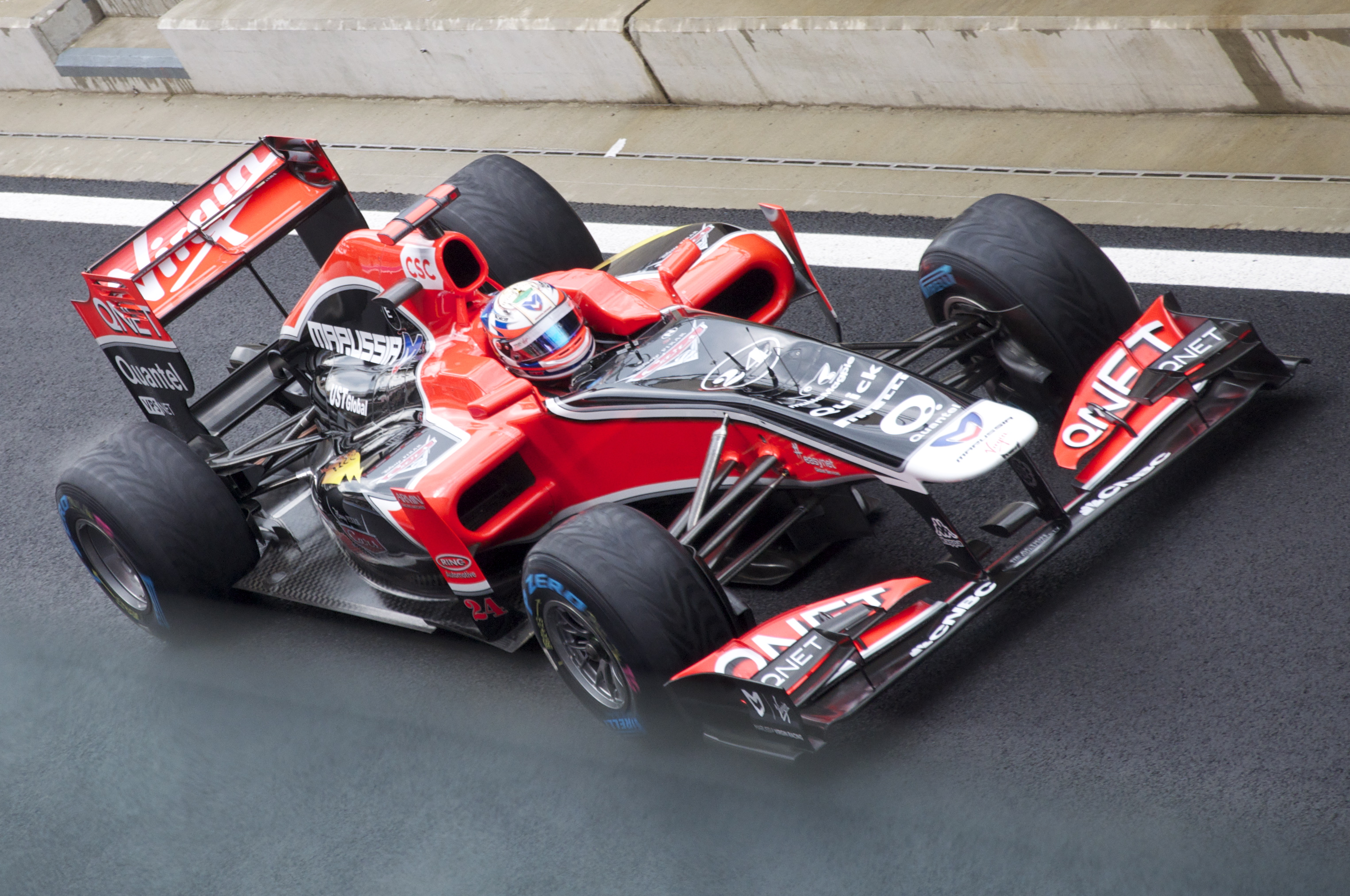
MVR-02 (2011)

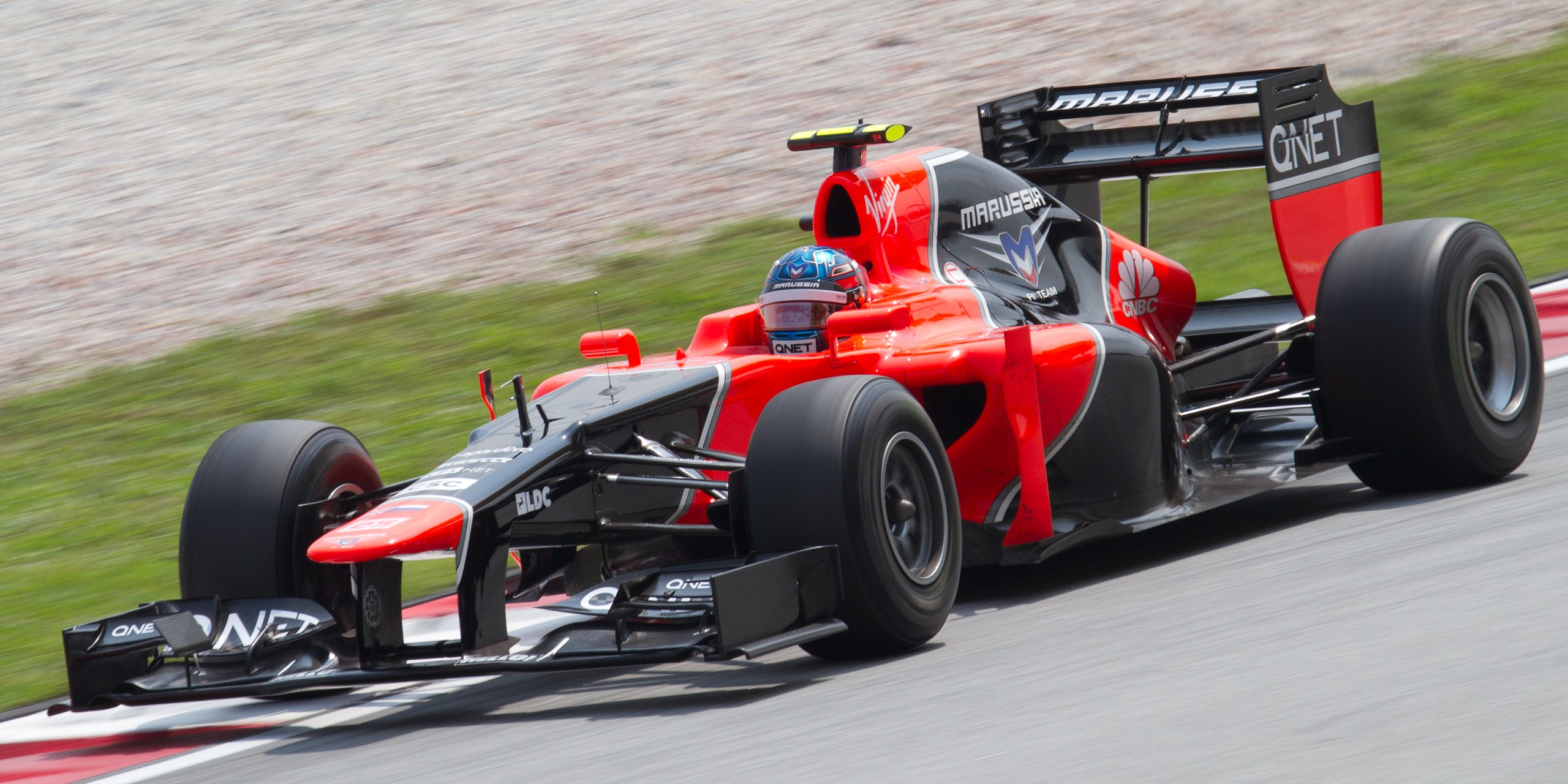
MR-01 (2012)

Marussia F1 Team era una escuderia de Fórmula 1, propietat de l'empresa russa fabricant de cotxes esportius Marussia Motors amb seu a Moscou i de l'empresari anglès Richard Branson, propietari de Virgin Group. La seva seu era a Banbury, (Regne Unit). L'equip utilitza els motors anglesos Cosworth i peces de desenvolupament similars a l'equip Mclaren, amb el qual estan associats.

## Història

### Propietàris
L'empresari Richard Branson, propietari de Virgin Group, va obtenir una llicència per competir a la Fórmula 1 a partir de la temporada 2010, i va fundar l'escuderia Virgin Racing.
El 6 de novembre de l'any 2010 Marussia Motors va comprar un important paquet d'accions de l'escuderia, que a la temporada 2011 competiria amb el nom: Marussia Virgin Racing.
A partir de la temporada 2012 l'escuderia competeix amb el nom: Marussia F1 Team.

### Accident de Maria de Villota
El 2012, Maria de Villota, pilot de proves de Marussia F1 Team va provar per primera vegada el MR01 per fer una prova aerodinàmica. El cotxe es va accelerar per un motiu encara desconegut i es va encastar en la part posterior del camió. En l'accident va rebre molts cops al cap i la cara, en primers moments es va sofrir per la vida de Maria, ja que va estar 15 min sense moure's, però amb la seva arribada a l'hospital es va veure que estava fora de perill tot i que finalment va perdre l'ull dret. Després Maria va concedir entrevistes en les que va afirmar que vol justícia i es va obrir una investigació per aclarir els motius de l'accident.

## Palmarès
- Campionats del món de pilots: 0
- Campionats del món de constructors: 0
- Victòries: 0
- Poles: 0
- Voltes ràpides: 0

## Resultats de l'equip
| Temporada | Nom sencer de l'equip  | Motor                     | Pneumàtic   | Combustible | Posició campionat constructors |
| --------- | ---------------------- | ------------------------- | ----------- | ----------- | ------------------------------ |
| 2010      | Virgin Racing          | Cosworth CA2010 V8 (Ford) | Bridgestone | BP          | 12                             |
| 2011      | Marussia Virgin Racing | Cosworth CA2011 V8 (Ford) | Pirelli     | BP          | 12                             |
| 2012      | Marussia F1 Team       | Cosworth CA2012 V8 (Ford) | Pirelli     | BP          | 12                             |
| 2013      | Marussia F1 Team       | Cosworth CA2012 V8 (Ford) | Pirelli     | BP          | No finalitzat                  |

## El monoplaça (2012)
El nom del cotxe oficial és MRO1. El seu motor és Cosworth CA2012. El seu xassís i carrosseria estan fets de carboni. La seva suspensió és de fibra de carboni amb unions de flexió de carboni. La caixa de canvis és d'alumini amb 7a velocitat Xtrac. Les rodes són BBS. La seva bateria és Braille i utilitza combustible BP.

## Personal de l'equip (2012)
- John Both: Director de l'equip. Abans de ser director d'equip havia sigut pilot. Va debutar com a pilot el 2009 a Bahrain.

- Andy Webb: Persona que dirigeix les ambicions comercials de l'equip.

- Graeme Lowdon: President de l'equip i director esportiu.

- Timo Glock: Pilot germànic de 28 anys que va debutar a la fórmula 1 al 2004. Fins a la temporada 2012 ha aconseguit 3 podis, 51 punts i 1 volta ràpida. En la primera temporada de Marussia, aquest pilot ha aconseguit com a millor posició la 13a.

- Charles Pic: Pilot francès que va néixer el 15 de febrer de 1990 a Montélimar. Va debutar a la F1 el 2012 conjunt a l'equip Marussia. Fins a la temporada 2012 no ha aconseguit cap punt ni cap podi.

- Max Chilton: Pilot britànic que va néixer el 1991. És el pilot de reserva.

- Maria de Villota: Pilot de proves espanyola, que va néixer a Madrid. La seva carrera va començar l'any 1998 a la Formula Júnior Toyota. És filla de l'ex-pilot de Fórmula 1 Emilio de Villota. Ha sigut la primera dona espanyola en conduir un monoplaça de Fórmula 1.

## Pilots
- Lucas di Grassi (2010)
- Timo Glock (2010, 2011, 2012)
- Jérôme d'Ambrosio (2011)
- Charles Pic (2012)
- Jules Bianchi (2013)
- Max Chilton (2013)

### Resultats dels Pilots
| Temporada | Nom           | Motor              | Pneumàtics  | Pilots            | 1   | 2   | 3   | 4   | 5   | 6   | 7   | 8   | 9   | 10  | 11  | 12  | 13  | 14  | 15  | 16  | 17  | 18  | 19  | 20  | Punts | Posició |
| --------- | ------------- | ------------------ | ----------- | ----------------- | --- | --- | --- | --- | --- | --- | --- | --- | --- | --- | --- | --- | --- | --- | --- | --- | --- | --- | --- | --- | ----- | ------- |
| 2010      | Virgin VR-01  | Cosworth CA2010 V8 | Bridgestone |                   | BHR | AUS | MAL | CHN | ESP | MON | TUR | CAN | EUR | GBR | GER | HUN | BEL | ITA | SIN | JPN | KOR | BRA | ABU |     | 0     | 12a     |
| 2010      | Virgin VR-01  | Cosworth CA2010 V8 | Bridgestone | Timo Glock        | Ret | Ret | Ret | DNS | 18  | Ret | 18  | Ret | 19  | 18  | 18  | 16  | 18  | 17  | Ret | 14  | Ret | 20  | Ret |     | 0     | 12a     |
| 2010      | Virgin VR-01  | Cosworth CA2010 V8 | Bridgestone | Lucas di Grassi   | Ret | Ret | 14  | Ret | 19  | Ret | 19  | 19  | 17  | Ret | Ret | 18  | 17  | 20  | 15  | DNS | Ret | NC  | 18  |     | 0     | 12a     |
| 2011      | Virgin MVR-02 | Cosworth CA2011 V8 | Pirelli     |                   | AUS | MAL | CHN | TUR | ESP | MON | CAN | EUR | GBR | GER | HUN | BEL | ITA | SIN | JPN | KOR | IND | ABU | BRA |     | 0     | 12a     |
| 2011      | Virgin MVR-02 | Cosworth CA2011 V8 | Pirelli     | Timo Glock        | NC  | 16  | 21  | DNS | 19  | Ret | 15  | 21  | 16  | 17  | 17  | 18  | 15  | Ret | 20  | 18  | Ret | 19  | Ret |     | 0     | 12a     |
| 2011      | Virgin MVR-02 | Cosworth CA2011 V8 | Pirelli     | Jérôme d'Ambrosio | 14  | Ret | 20  | 20  | 20  | 15  | 14  | 22  | 17  | 18  | 19  | 17  | Ret | 18  | 21  | 20  | 16  | Ret | 19  |     | 0     | 12a     |
| 2012      | Marussia MR01 | Cosworth CA2012 V8 | Pirelli     |                   | AUS | MAL | CHN | BHR | ESP | MON | CAN | EUR | GBR | GER | HUN | BEL | ITA | SIN | JPN | KOR | IND | ABU | USA | BRA | 0*    | 10a*    |
| 2012      | Marussia MR01 | Cosworth CA2012 V8 | Pirelli     | Timo Glock        | 14  | 17  | 19  | 19  | 18  | 14  | Ret | DNS | 18  | 22  | 21  | 15  | 17  | 12  | 16  | 18  | 20  | 14  | 19  |     | 0*    | 10a*    |
| 2012      | Marussia MR01 | Cosworth CA2012 V8 | Pirelli     | Charles Pic       | 15† | 20  | 20  | Ret | Ret | Ret | 20  | 15  | 19  | 20  | 20  | 16  | 16  | 16  | Ret | 19  | 19  | Ret | 20  |     | 0*    | 10a*    |